# 弗里茨·比朔夫
弗里茨·比朔夫（德語：Fritz Bischoff，1905年12月6日—？），德国男子帆船运动员。他曾代表德国参加1936年夏季奥林匹克运动会帆船比赛，获得一枚铜牌。

## 家庭
哥哥彼得·比朔夫。